# Andronik
Andronik (1. stoljeće pr. Kr.), s Roda, peripatetik (deseti sholarh). Izdao je Aristotelova pedagoška djela i ujedno ispitivao njihovu autentičnost. Također, spada u mnoštvo manje ili više uspješnih komentatora istih tih djela.